# انقلاب 2014 في تايلاند

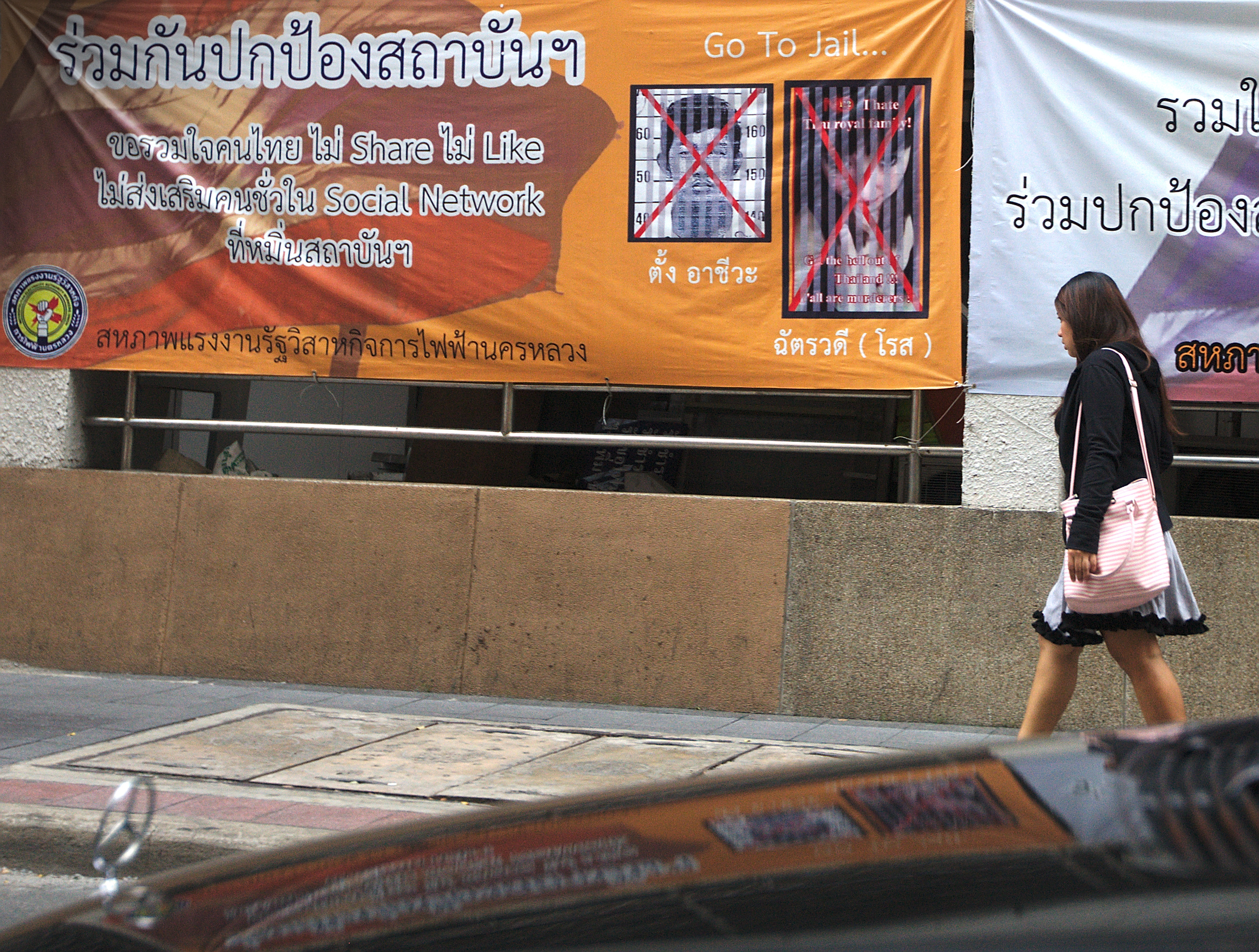
رايات تابعة لوسائل الإعلام الاجتماعية أثناء الانقلاب

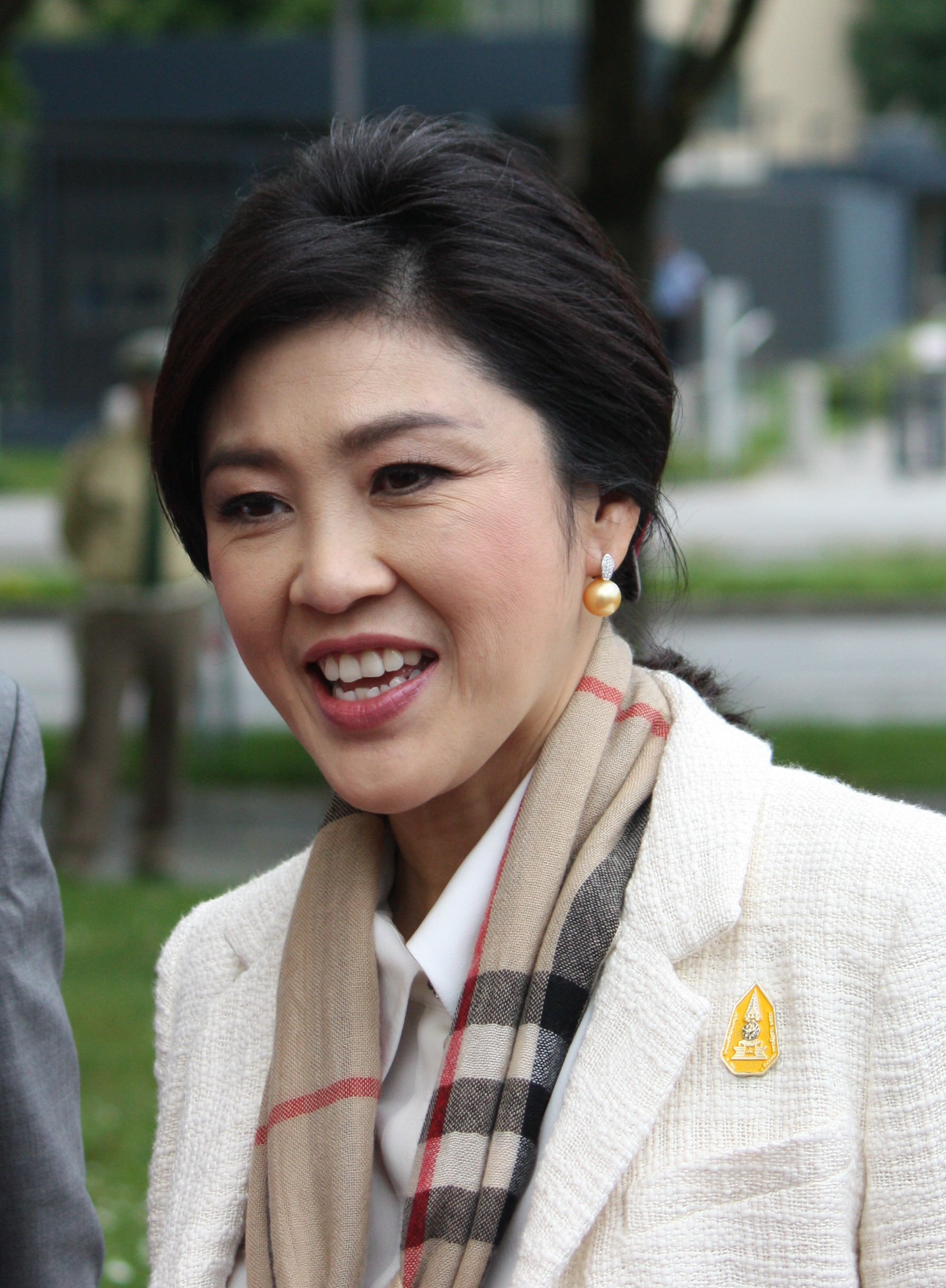
رئيسة الوزراء المستقيلة ينغلاك شيناواترا

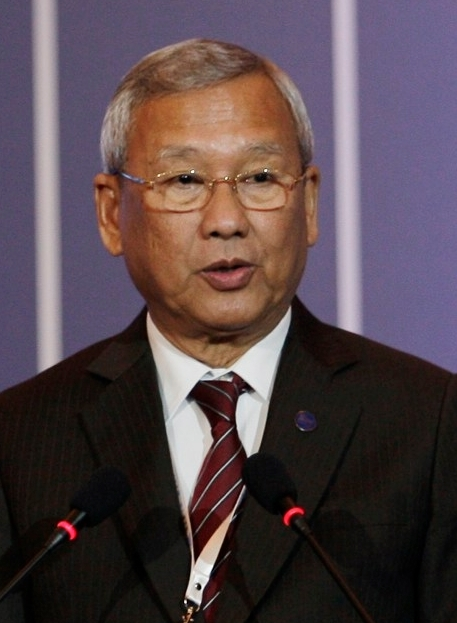
رئيس الوزراء المخلوع نيواتثامرونغ بونسونغبايسان

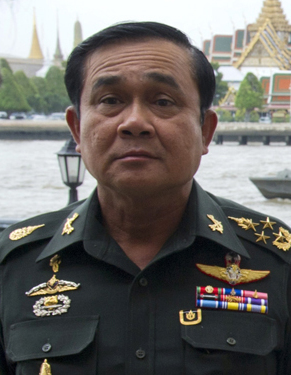
الجنرال برايوت تشان أوتشا زعيم الانقلاب التايلاندي

انقلاب 2014 في تايلاند هو انقلاب عسكري حدث في 22 مايو 2014 قام به الجنرال برايوت تشان أوتشا قائد القوات المسلحة الملكية التايلاندية ضد الحكومة الانتقالية بعد ستة أشهر من الأزمة السياسية والاحتجاجات التي شهدها البلد الآسيوي منذ 4 نوفمبر 2013. وقام الجيش التايلاندي بإغلاق وسائل الإعلام وبث صور لعسكريين وفرض حظر التجول في هذا البلد الآسيوي.

## ردود فعل

### ردود فعل المنظمات الدولية
- الأمم المتحدة: أعلنت نافي بيلاي المفوضة السامية للأمم المتحدة لحقوق الإنسان عن إدانتها للانقلاب العسكري في تايلاند، مطالبة باستعادة سيادة القانون وضمان احترام حقوق الإنسان.[3]
- الاتحاد الأوروبي: دعا الاتحاد الأوروبي إلى «عودة سريعة إلى العملية الديمقراطية الشرعية» في تايلاند، وذلك ردا على الانقلاب العسكري.[4]

### ردود فعل الدول
- فرنسا: أدان الرئيس الفرنسي فرانسوا هولاند الانقلاب ودعا إلى العودة الفورية للنظام الدستوري.[5][6]
- الولايات المتحدة: أدان وزير الخارجية الأمريكي جون كيري الانقلاب وقال إن الانقلاب سيكون له انعكاسات سلبية على العلاقة بين واشنطن وبانكوك,[7] وإنه «ليس هناك مبرر» للانقلاب العسكري، مشيرا إلى احتمال تجميد معونات بقيمة 10 ملايين دولار لتايلاند في إطار العلاقات الثنائية.[8]
- أستراليا: قالت وزيرة الخارجية الأسترالية جولي بيشوب أنها «تشعر بقلق بالغ» حول الانقلاب العسكري في تايلاند، وأعربت عن مراقبة بلادها «للوضع المتقلب فيها».[9]
- اليابان: أعرب وزير الخارجية الياباني فوميو كيشيدا عن أسفه حيال الانقلاب العسكري في تايلاند داعيا الاطراف المعنية في البلاد إلى استعادة الديمقراطية على وجه السرعة، وقال كيشيدا أنه «من المؤسف جدا أن يكون الحفاظ على النظام والأمن الوطني تحت إمرة قائد الجيش».[10]